# Правителство на Андрей Луканов 2
Второто правителство на Андрей Луканов е осемдесетото правителство на Народна република България, назначено с решение на VII велико народно събрание от 21 септември 1990 г. То е оглавявано от Андрей Луканов (БСП) и управлява страната до 20 декември 1990 г., след което е наследено от правителството на Димитър Попов.

## Политика
След мораториума върху плащанията по външния дълг от края на март 1990 г. България е банкрутирала от гледна точка на световния пазар. Това означава край на търговията със Запада – не може да се извършва нито внос, нито износ на стоки, защото банковите разплащания не функционират. Това веднага се отразява на икономиката – икономическата криза става явна, магазините са опразнени, липсват елементарни хранителни стоки. Настъпва период, който остава в историята като „Гладната Луканова зима“.
В началото на ноември 1990 г. Съюзът на демократичните сили изявява готовност да поеме управлението, като допуска участието на представители на БСП в кабинета. Същевременно в Софийския университет е обявена окупационна стачка с искане за национализиране на имуществото на БСП и привличане към наказателна отговорност на виновниците за катастрофалното положение на България. Стачката се разпространява и в други учебни заведения и получава подкрепа от страна на преподаватели, като занятията спират.
В средата на ноември същата година СДС призовава към масови протестни митинги срещу правителството и иска вот на недоверие, а КТ Подкрепа обявява обща политическа стачка за 26 ноември. След като от 26 ноември нататък страната е парализирана от протести, Луканов е принуден да подаде оставка на 29 ноември 1990 г. и на 30 ноември същата година Великото народно събрание я гласува.

## Съставяне
Кабинетът, оглавен от Андрей Луканов, е образуван от политически дейци на БСП и независими експерти.

### Кабинет
Сформира се от следните 18 министри и един председател:
| министерство                                    | име | име                    | партия     |
| ----------------------------------------------- | --- | ---------------------- | ---------- |
| председател на Министерския съвет               |     | Андрей Луканов         | БСП        |
| зам. председател на Министерския съвет          |     | Георги Пирински        | БСП        |
| зам. председател на Министерския съвет, финанси |     | Белчо Белчев           | БСП        |
| зам. председател на Министерския съвет          |     | Нора Ананиева          | БСП        |
| външноикономически връзки                       |     | Атанас Папаризов       | БСП        |
| индустрия, търговия и услуги                    |     | Валери Цеков           | БСП        |
| култура                                         |     | Димо Димов             | безпартиен |
| наука и висше образование                       |     | Илия Конев             | БСП        |
| строителство, архитектура и благоустройство     |     | Иван Кръстев           | БСП        |
| транспорт и съобщения                           |     | Атанас Попов           | БСП        |
| земеделие и хранителна промишленост             |     | Тодор Пандов           | БСП        |
| околна среда                                    |     | Александър Александров | БСП        |
| външни работи                                   |     | Любен Гоцев            | БСП        |
| народна отбрана                                 |     | Йордан Мутафчиев       | безпартиен |
| вътрешни работи                                 |     | Пенчо Пенев            | БСП        |
| заетост и социални грижи                        |     | Емилия Масларова       | БСП        |
| здравеопазване                                  |     | Иван Черноземски       | безпартиен |
| народна просвета                                |     | Матей Матеев           | БСП        |
| правосъдие                                      |     | Ангел Джамбазов (и.д.) | БСП        |

В краткия период на управление не са правени промени в правителството.